# Liste der denkmalgeschützten Objekte in Glanegg
Die Liste der denkmalgeschützten Objekte in Glanegg enthält die 9 denkmalgeschützten, unbeweglichen Objekte der Gemeinde Glanegg.

## Denkmäler
| Foto |                 | Denkmal | Standort                                         | Beschreibung | Metadaten |
| ---- | --------------- | --- | ------------------------------------------------ | --- | --- |
| ja   | Datei hochladen | Kath. Pfarrkirche hl. Georg und Wehrkirchhof HERIS-ID: 53699 Objekt-ID: 61710                                        | bei Friedlach 13 Standort KG: Glanegg            | Die Kirche hat bemerkenswerten Architekturdekor, von etwa 1600. Das im Kern romanische Langhaus wurde barock umgebaut; der im 15. Jahrhundert errichtete Turm mit Schießscharten erhielt einen barocken Zwiebelhelm. Unter dem mit Strebepfeilern versehenen Chor ist ein Beinhaus. Die drei Altäre und die Kanzel stammen etwa von 1730. | BDA-Hist.: Q1325918 Status: § 2a Stand der BDA-Liste: 2025-06-30 Name: Kath. Pfarrkirche hl. Georg und Wehrkirchhof GstNr.: 1276 Pfarrkirche hl. Georg, Friedlach (Glanegg)                               |
| ja   | Datei hochladen | Pfarrhof HERIS-ID: 53700 Objekt-ID: 61711                                                                            | bei Friedlach 13 Standort KG: Glanegg            | Der Pfarrhof ist ein dreigeschoßiger Bau mit Walmdach aus dem 17./18. Jahrhundert mit spätmittelalterlichen Kern. | BDA-Hist.: Q38058067 Status: § 2a Stand der BDA-Liste: 2025-06-30 Name: Pfarrhof GstNr.: 309 Pfarrhof Friedlach                                                                                           |
| ja   | Datei hochladen | Ehem. Getreidespeicher/Aufbahrungshalle HERIS-ID: 82589 Objekt-ID: 96424                                             | bei Friedlach 13 Standort KG: Glanegg            | Der barocke kubische Speicherbau von 1757 wurde 1985 zur Aufbahrungshalle adaptiert. | BDA-Hist.: Q38178909 Status: § 2a Stand der BDA-Liste: 2025-06-30 Name: Ehem. Getreidespeicher/Aufbahrungshalle GstNr.: 310/1 Aufbahrungshalle Friedlach                                                  |
| ja   | Datei hochladen | Burgruine Glanegg HERIS-ID: 35532 Objekt-ID: 34301                                                                   | Mautbrücken 1 Standort KG: Glanegg               | Die ausgedehnte mittelalterliche Burg wurde im 16. Jahrhundert schlossartig ausgebaut und verfällt seit Mitte des 19. Jahrhunderts. | BDA-Hist.: Q665781 Status: Bescheid Stand der BDA-Liste: 2025-06-30 Name: Burgruine Glanegg GstNr.: 615/5 Burgruine Glanegg                                                                               |
| ja   | Datei hochladen | Kath. Filialkirche hl. Laurentius/hl. Lorenz und Friedhof (ehem. Unsere liebe Frau) HERIS-ID: 57693 Objekt-ID: 67959 | Flatschach 4 Standort KG: Maria Feicht           | Die kleine, einheitlich gotische Kirche mit eingezogenem Chor wurde nach jahrzehntelangem Verfall in den 1980er Jahren restauriert. | BDA-Hist.: Q1412803 Status: § 2a Stand der BDA-Liste: 2025-06-30 Name: Kath. Filialkirche hl. Laurentius/hl. Lorenz und Friedhof (ehem. Unsere liebe Frau) GstNr.: .12 Filialkirche hl Lorenz, Flatschach |
| ja   | Datei hochladen | Kath. Filialkirche hl. Maria und Friedhof HERIS-ID: 57694 Objekt-ID: 67960                                           | neben Maria-Feicht 9 Standort KG: Maria Feicht   | Die große Kirche mit dreistufigen Strebepfeilern ist ein bemerkenswerter spätgotischer Bau. Der reich verzierte Hochaltar ist von 1681. Die steinerne Kanzel ist mit 1510 bezeichnet. | BDA-Hist.: Q1412910 Status: § 2a Stand der BDA-Liste: 2025-06-30 Name: Kath. Filialkirche hl. Maria und Friedhof GstNr.: .44 Filialkirche hl Maria, Maria Feicht                                          |
| ja   | Datei hochladen | Kath. Pfarrkirche hl. Gandolf und Friedhof HERIS-ID: 54654 Objekt-ID: 63017                                          | Sankt Gandolf Standort KG: Maria Feicht          | Die im 14. Jahrhundert errichtete Kirche hat einen stark eingezogenen Chor. An der Nordseite des Langhauses und am Triumphbogen ist ein Freskenzyklus von etwa 1440. Der Hauptaltar hat eine Rokokofassung. | BDA-Hist.: Q1667934 Status: § 2a Stand der BDA-Liste: 2025-06-30 Name: Kath. Pfarrkirche hl. Gandolf und Friedhof GstNr.: .69 Pfarrkirche Sankt Gandolf, Glanegg                                          |
| ja   | Datei hochladen | Pfarrhof HERIS-ID: 55240 Objekt-ID: 63814                                                                            | Sankt Gandolf 1 Standort KG: Maria Feicht        | Der Pfarrhof ist ein stattlicher zweigeschoßiger Bau des 18./19. Jahrhunderts. | BDA-Hist.: Q38064239 Status: § 2a Stand der BDA-Liste: 2025-06-30 Name: Pfarrhof GstNr.: .70 Pfarrhof Sankt Gandolf, Glanegg                                                                              |
| ja   | Datei hochladen | Kath. Filialkirche hl. Michael und Friedhof HERIS-ID: 57695 Objekt-ID: 67962                                         | gegenüber Tauchendorf 1 Standort KG: Tauchendorf | Die kleine Kirche mit romanischem Langhaus, gotischem Chor und angebautem Südturm wurde barockisiert. Der Hochaltar im Rokokostil hat geschwungene Säulenarchitektur. | BDA-Hist.: Q1413281 Status: § 2a Stand der BDA-Liste: 2025-06-30 Name: Kath. Filialkirche hl. Michael und Friedhof GstNr.: .4 Filialkirche hl. Michael, Tauchendorf (Glanegg)                             |